# Lonely and Blue
Lonely and Blue (рус. Одиноко и грустно) — второй альбом американского певца Роя Орбисона, вышедший в  1961 году на лейбле Monument Records.
В альбом были включены последние хиты Орбисона, записанные им на Monument Records.

## Список композиций
Авторы всех песен альбома — Рой Орбисон и Джо Мелсон (кроме указанных особо).
1. «Only The Lonely (Know The Way I Feel)»
2. «Bye Bye Love» (Будло Брайант)
3. «Cry» (Черчилль Колман)
4. «Blue Avenue»
5. «I Can’t Stop Loving You» (Дон Гибсон)
6. «Come Back To Me (My Love)»
7. «Blue Angel»
8. «Raindrops» (Джо Мелсон)
9. «(I’d Be) A Legend In My Time» (Дон Гибсон)
10. «I’m Hurtin'»
11. «Twenty-Two Days» (Джин Питни)
12. «I’ll Say It’s My Fault» (Орбисон, Фред Фостер)